# Star Voyager (Schiff)
Die Star Voyager ist ein Kreuzfahrtschiff, das seit 2025 für StarCruises fährt. In Dienst gestellt wurde es als zweite Einheit der Sun-Klasse 1997 unter dem Namen Dawn Princess für Princess Cruises. Ab 2017 fuhr es als Pacific Explorer für P&O Cruises Australia.

## Geschichte

### Princess Cruises

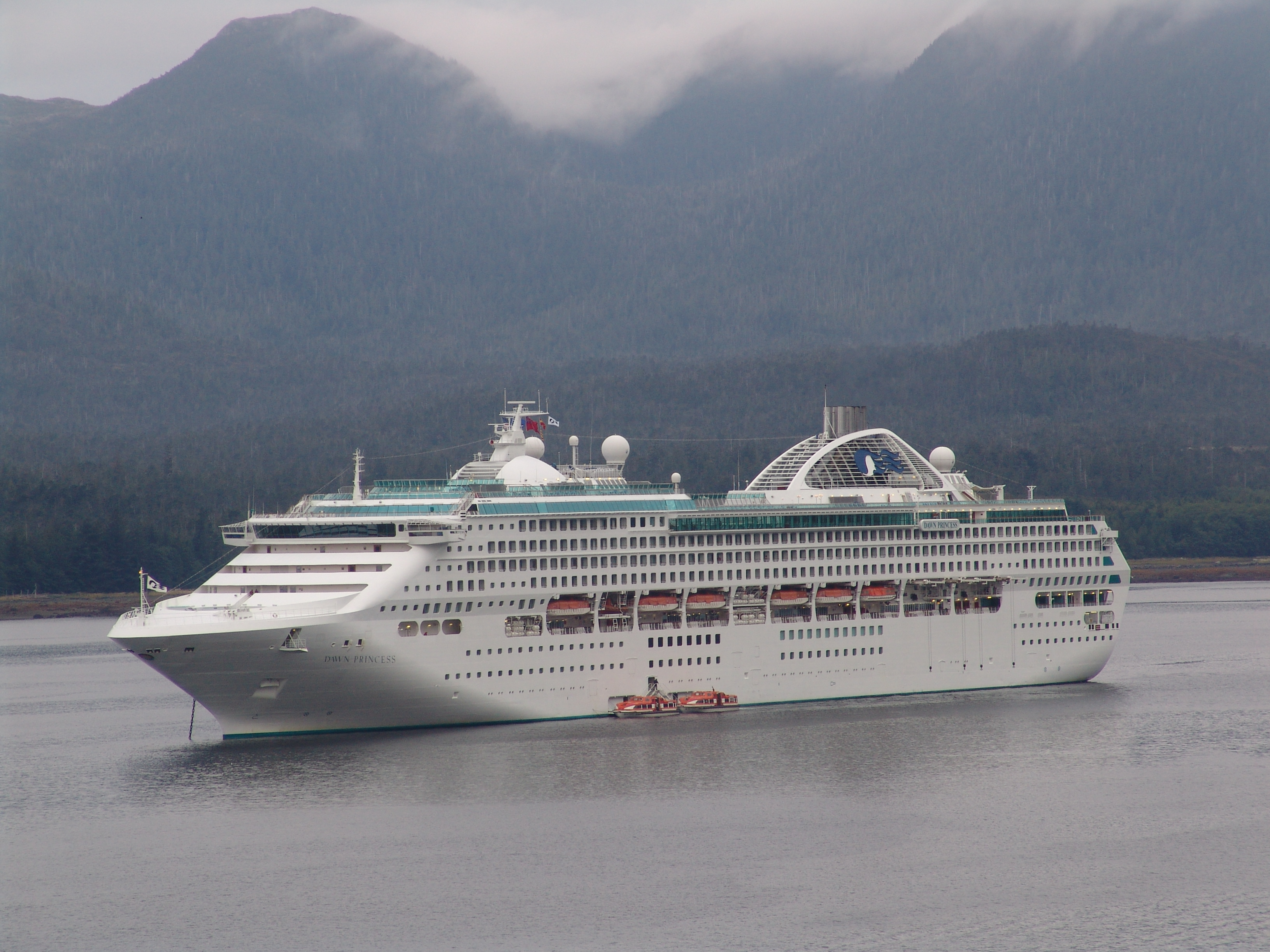
Als Dawn Princess im August 2006 in Alaska

Die Dawn Princess entstand unter der Baunummer 5955 in der Werft von Fincantieri in Monfalcone und wurde am 11. Juli 1996 ausgedockt. Nach der Übergabe an Princess Cruises am 19. April 1997 nahm sie am 10. Mai den Dienst mit Kreuzfahrten nach Alaska und in die Karibik auf. Zusammen mit ihrem zwei Jahre älteren Schwesterschiff Sun Princess sowie den 1998 bzw. 2000 folgenden Einheiten Sea Princess und Ocean Princess bildete sie die Sun-Klasse, die zum damaligen Zeitpunkt größte Schiffsklasse im Dienst für Princess Cruises. Bei ihrer Ablieferung zählte die Dawn Princess zu den größten Kreuzfahrtschiffen der Welt.
Im September 2008 wurde das Schiff dauerhaft nach Australien stationiert, von wo aus es unter anderem Fahrten nach Hawaii, Tahiti und in den Südpazifik unternahm. Im Juni 2009 erhielt es eine Modernisierung in einem Trockendock in Brisbane.

### P&O Cruises Australia
Im Oktober 2015 gab die Carnival Corporation & plc, die Muttergesellschaft von Princess Cruises, den geplanten Flottenwechsel der Dawn Princess zu P&O Cruises Australia für Mai 2017 bekannt. Ab dem 26. Mai 2017 wurde das Schiff in Singapur für den neuen Betreiber umgebaut und erhielt den Namen Pacific Explorer. Das Schiff traf am 19. Juni im Hafen von Sydney ein, von wo aus es drei Tage später zu seiner ersten Kreuzfahrt für P&O Cruises Australia aufbrach. Die offizielle Schiffstaufe auf den Namen Pacific Explorer erfolgte nach Abschluss ihrer Jungfernfahrt am 2. Juli 2017 durch den Nickelodeon-Character Dora the Explorer.
Während der COVID-19-Pandemie wurden im Juli 2022 nach einer Kreuzfahrt im Hafen von Sydney mehr als 100 Personen an Bord der Pacific Explorer positiv auf das Corona-Virus getestet und mussten sich in Selbstisolation in ihre Kabinen begeben. Am 13. Dezember desselben Jahres stürzte während einer Fahrt zwischen Melbourne und Kangaroo Island eine 23 Jahre alte Frau von Bord des Schiffes. Sie konnte mehrere Stunden später nur noch tot geborgen werden.

### StarCruises
Nachdem die Carnival Corporation im Juli 2024 die Auflösung der Marke P&O Cruises Australia und daher den Verkauf der Pacific Explorer angekündigt hatte, wurde im Dezember desselben Jahres bekannt, dass das Schiff von Resorts World Cruises, einer Marke des Genting-Konzerns übernommen, in Star Scorpio umbenannt und ab März 2025 für Kreuzfahrten ab Singapur eingesetzt werden würde. Anfang Februar 2025 wurde bekannt, dass das Schiff stattdessen nun den Namen Star Voyager bekommen würde. Am 20. Februar beendete das Schiff in Singapur seine letzte Reise und wurde dort anschließend im Trockendock einem Umbau unterzogen. Ende Februar gab Resorts World Cruises bekannt, an seiner statt die Marken Dream Cruises und Star Cruises zu reaktivieren, wobei die Star Voyager für letztere eingesetzt werden soll. Die Jungfernfahrt unter der neuen Marke StarCruises begann am 26. März 2025.